# Menno Oosting

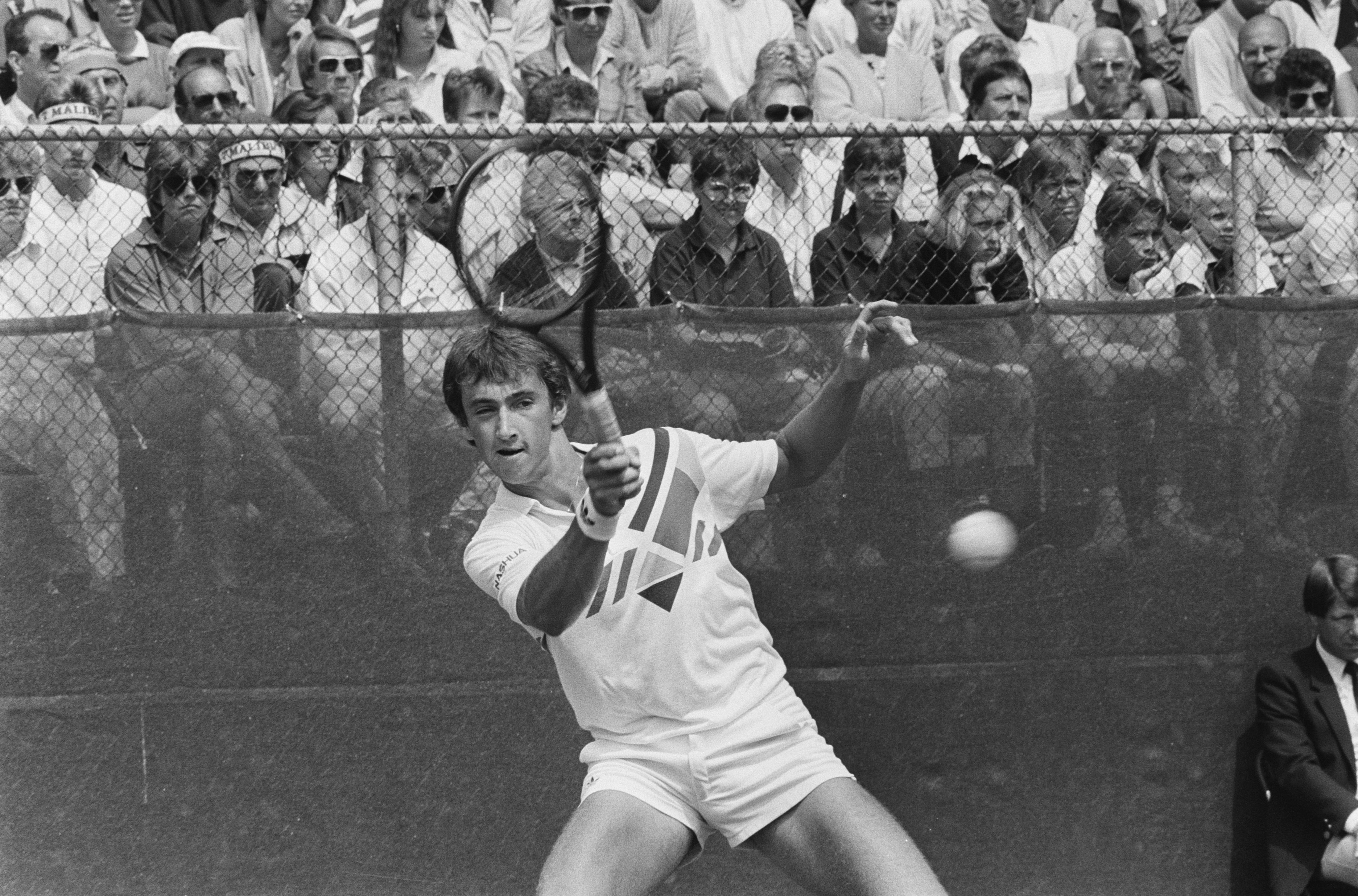
Menno Oosting

Menno Oosting (17 de mayo de 1964 - 22 de febrero de 1999) fue un jugador de tenis neerlandés. Nació en Son-en-Breugel y conquistó 7 títulos de dobles en su carrera. Murió en un accidente automovilístico en Turnhout, Bélgica.

## Finales de Grand Slam

### Campeón Dobles Mixto (1)
| Año  | Torneo        | Pareja          | Oponentes en la final           | Resultado     |
| 1994 | Roland Garros | Kristie Boogert | Larisa Neiland Andrei Olhovskiy | 7-6(8) 7-6(4) |